# Úrvalsdeild Karla
La Úrvalsdeild karla —conocida como Besta Deild por motivos de patrocinio, traducido al español como Liga Premier masculina— es la máxima categoría masculina de fútbol del sistema de ligas de Islandia. Se celebra desde la temporada 1912 y es organizada por la Federación de Fútbol de Islandia (KSÍ).

## Historia
La primera edición de la actual liga islandesa se celebró en 1912, cuando el país aún formaba parte del reino de Dinamarca, y contó con la participación de dos clubes: el Fram Reikiavik y el Valur Reikiavik. Los 3 primeros torneos, por ser experimentales, contaron con problemas de logística considerables, como el hecho de que solo dos clubes estuvieran inscritos formalmente, y al no disputarse partido alguno, se diera por campeón al Fram, dada la negativa del Valur de retirarse y compartir el título. Desde 1915, con un campeonato ya estandarizado, los principales clubes de la isla se reunirían cada año en los meses de verano para jugar una liga con una sola vuelta. Este campeonato fue uno de los pocos en Europa que no se vio interrumpido durante la Primera ni la Segunda Guerra Mundial
La Federación de Fútbol de Islandia asumió la organización después de ser fundada en 1947. Seis años más tarde estableció un sistema de ascensos y descensos con la creación de la segunda categoría, y desde 1959 se juega un calendario con partidos a ida y vuelta. A pesar de que Islandia es miembro de la UEFA desde 1954, sus equipos no debutaron en competición europea hasta la Copa de Campeones de Europa 1964-65.
El campeonato ha sido dominado históricamente por tres clubes de Reikiavik —KR, Fram y Valur—, a los que se sumó en 1951 el primer campeón de otra ciudad, el ÍA Akranes del condado de Borgarfjardar. Hubo que esperar a los años 1990 para ver las primeras victorias del KA Akureyri (1997) y del ÍBV Vestmannæyjar (1998). El fútbol islandés, hasta entonces relegado a los meses de verano por cuestiones climatológicas, se ha visto impulsado en el siglo XXI con la creación de estadios cubiertos, la instalación de césped artificial, y un plan formativo internacional para nuevos entrenadores.El único club que ha disputado todas las ediciones del campeonato desde su fundación en 1912 hasta la actualidad es el Valur, con 112 temporadas.

## Participantes

### Temporada 2024
| Equipos    | Ciudad        | Estadio          | Capacidad |
| ---------- | ------------- | ---------------- | --------- |
| Breiðablik | Kópavogur     | Kópavogsvöllur   | 3 000     |
| FH         | Hafnarfjörður | Kaplakriki       | 6 500     |
| Fram       | Reikiavik     | Laugardalsvöllur | 9 800     |
| Fylkir     | Reikiavik     | Fylkisvöllur     | 1 800     |
| HK         | Kópavogur     | Kórinn           | 1 500     |
| ÍA         | Akranes       | Akranesvöllur    | 3 000     |
| IF         | Ísafjörður    | Olísvöllurinn    | 1 596     |
| KA         | Akureyri      | Akureyrarvöllur  | 1 600     |
| KR         | Reikiavik     | KR-völlur        | 3 300     |
| Stjarnan   | Garðabær      | Stjörnuvöllur    | 1 400     |
| Valur      | Reikiavik     | Hlíðarendi       | 2 500     |
| Vikingur   | Reikiavik     | Víkingsvöllur    | 1 800     |

## Sistema de competición
La Úrvalsdeild es un torneo organizado y regulado por la Federación de Fútbol de Islandia (KSÍ). Cuenta con la participación de doce equipos y las temporadas se disputan en el año natural, desde abril hasta septiembre. Siguiendo un sistema de liga, los clubes se enfrentan todos contra todos en dos ocasiones —una en campo propio y otra en campo contrario— hasta sumar 22 jornadas. El orden de los encuentros se decide por sorteo antes de empezar la competición. 
La clasificación final se establece con arreglo a los puntos totales obtenidos por cada equipo al finalizar el campeonato. Los equipos obtienen tres puntos por cada partido ganado, un punto por cada empate y ningún punto por los partidos perdidos. Si al finalizar el campeonato dos equipos igualan a puntos, los mecanismos para desempatar la clasificación son los siguientes:
1. El que tenga una mayor diferencia entre goles a favor y en contra según el resultado de los partidos jugados entre ellos.
2. El que tenga la mayor diferencia de goles a favor teniendo en cuenta todos los obtenidos y recibidos en el transcurso de la competición.
3. El club que haya marcado más goles.

El equipo que más puntos sume al final del campeonato será proclamado campeón de Liga y obtendrá el derecho automático a participar en la primera ronda clasificatoria de la Liga de Campeones de la UEFA. El segundo y el tercer clasificado, así como el vencedor de la Copa de Islandia, obtienen una plaza en la fase clasificatoria de la Liga Europa Conferencia de la UEFA. En caso de que el ganador de la Copa esté entre los tres mejores, el cuarto clasificado de la liga será quien tenga derecho a jugar competición europea.
Los dos últimos descienden a la Primera División de Islandia y, de esta, ascenderán recíprocamente los dos primeros clasificados.

## Historial
El club islandés que más títulos ha conquistado es el KR Reykjavík, que representa al distrito de Vesturbær en Reykjavík. La entidad que más ediciones de la liga islandesa ha disputado es Valur, seguido de cerca por el KR Reykjavík y en tercer lugar el Fram .
| Temporada                | Campeón                  | Subcampeón               | Tercero                  | Máximo goleador                                                  | Club                                                | Goles                    |
| Liga Islandesa de Fútbol | Liga Islandesa de Fútbol | Liga Islandesa de Fútbol | Liga Islandesa de Fútbol | Liga Islandesa de Fútbol                                         | Liga Islandesa de Fútbol                            | Liga Islandesa de Fútbol |
| ------------------------ | ------------------------ | ------------------------ | ------------------------ | ---------------------------------------------------------------- | --------------------------------------------------- | ------------------------ |
| 1912                     | KR Reykjavik             | Valur Reykjavik          | Fram Reykjavik           | Bandera de ?                                                     |                                                     |                          |
| 1913                     | Fram Reykjavik           | No determinado           | No determinado           | Bandera de ?                                                     |                                                     |                          |
| 1914                     | Fram Reykjavik           | No determinado           | No determinado           | Bandera de ?                                                     |                                                     |                          |
| 1915                     | Fram Reykjavik           | KR Reykjavik             | Valur Reykjavik          | Bandera de ?                                                     |                                                     |                          |
| 1916                     | Fram Reykjavik           | KR Reykjavik             | Valur Reykjavik          | Bandera de ?                                                     |                                                     |                          |
| 1917                     | Fram Reykjavik           | KR Reykjavik             | Valur Reykjavik          | Bandera de ?                                                     |                                                     |                          |
| 1918                     | Fram Reykjavik           | Vikingur Reykjavik       | Valur Reykjavik          | Bandera de ?                                                     |                                                     |                          |
| 1919                     | KR Reykjavik             | Fram Reykjavik           | Vikingur Reykjavik       | Bandera de ?                                                     |                                                     |                          |
| 1920                     | Vikingur Reykjavik       | KR Reykjavik             | Fram Reykjavik           | Bandera de ?                                                     |                                                     |                          |
| 1921                     | Fram Reykjavik           | Vikingur Reykjavik       | KR Reykjavik             | Bandera de ?                                                     |                                                     |                          |
| 1922                     | Fram Reykjavik           | Vikingur Reykjavik       | KR Reykjavik             | Bandera de ?                                                     |                                                     |                          |
| 1923                     | Fram Reykjavik           | KR Reykjavik             | Valur Reykjavik          | Bandera de ?                                                     |                                                     |                          |
| 1924                     | Vikingur Reykjavik       | Fram Reykjavik           | KR Reykjavik             | Bandera de ?                                                     |                                                     |                          |
| 1925                     | Fram Reykjavik           | Vikingur Reykjavik       | KR Reykjavik             | Bandera de ?                                                     |                                                     |                          |
| 1926                     | KR Reykjavik             | Fram Reykjavik           | Vikingur Reykjavik       | Bandera de ?                                                     |                                                     |                          |
| 1927                     | KR Reykjavik             | Valur Reykjavik          | Vikingur Reykjavik       | Bandera de ?                                                     |                                                     |                          |
| 1928                     | KR Reykjavik             | Valur Reykjavik          | Fram Reykjavik           | Bandera de ?                                                     |                                                     |                          |
| 1929                     | KR Reykjavik             | Valur Reykjavik          | ÍBV Vestmannæyjar        | Bandera de ?                                                     |                                                     |                          |
| 1930                     | Valur Reykjavik          | KR Reykjavik             | ÍBV Vestmannæyjar        | Bandera de ?                                                     |                                                     |                          |
| 1931                     | KR Reykjavik             | Valur Reykjavik          | Vikingur Reykjavik       | Bandera de ?                                                     |                                                     |                          |
| 1932                     | KR Reykjavik             | Valur Reykjavik          | ÍBA Akureyri             | Bandera de ?                                                     |                                                     |                          |
| 1933                     | Valur Reykjavik          | KR Reykjavik             | Fram Reykjavik           | Bandera de ?                                                     |                                                     |                          |
| 1934                     | KR Reykjavik             | Valur Reykjavik          | Fram Reykjavik           | Bandera de ?                                                     |                                                     |                          |
| 1935                     | Valur Reykjavik          | KR Reykjavik             | Fram Reykjavik           | Bandera de ?                                                     |                                                     |                          |
| 1936                     | Valur Reykjavik          | KR Reykjavik             | Fram Reykjavik           | Bandera de ?                                                     |                                                     |                          |
| 1937                     | Valur Reykjavik          | KR Reykjavik             | Fram Reykjavik           | Bandera de ?                                                     |                                                     |                          |
| 1938                     | Valur Reykjavik          | Vikingur Reykjavik       | Fram Reykjavik           | Bandera de ?                                                     |                                                     |                          |
| 1939                     | Fram Reykjavik           | KR Reykjavik             | Vikingur Reykjavik       | Bandera de ?                                                     |                                                     |                          |
| 1940                     | Valur Reykjavik          | Vikingur Reykjavik       | KR Reykjavik             | Bandera de ?                                                     |                                                     |                          |
| 1941                     | KR Reykjavik             | Valur Reykjavik          | Vikingur Reykjavik       | Bandera de ?                                                     |                                                     |                          |
| 1942                     | Valur Reykjavik          | Fram Reykjavik           | KR Reykjavik             | Bandera de ?                                                     |                                                     |                          |
| 1943                     | Valur Reykjavik          | KR Reykjavik             | Fram Reykjavik           | Bandera de ?                                                     |                                                     |                          |
| 1944                     | Valur Reykjavik          | KR Reykjavik             | Vikingur Reykjavik       | Bandera de ?                                                     |                                                     |                          |
| 1945                     | Valur Reykjavik          | KR Reykjavik             | Fram Reykjavik           | Bandera de ?                                                     |                                                     |                          |
| 1946                     | Fram Reykjavik           | KR Reykjavik             | Valur Reykjavik          | Bandera de ?                                                     |                                                     |                          |
| 1947                     | Fram Reykjavik           | Valur Reykjavik          | KR Reykjavik             | Bandera de ?                                                     |                                                     |                          |
| 1948                     | KR Reykjavik             | Vikingur Reykjavik       | Valur Reykjavik          | Bandera de ?                                                     |                                                     |                          |
| 1949                     | KR Reykjavik             | Fram Reykjavik           | Valur Reykjavik          | Bandera de ?                                                     |                                                     |                          |
| 1950                     | KR Reykjavik             | Fram Reykjavik           | ÍA Akranes               | Bandera de ?                                                     |                                                     |                          |
| 1951                     | ÍA Akranes               | Valur Reykjavik          | KR Reykjavik             | Bandera de ?                                                     |                                                     |                          |
| 1952                     | KR Reykjavik             | ÍA Akranes               | Fram Reykjavik           | Bandera de ?                                                     |                                                     |                          |
| 1953                     | ÍA Akranes               | Valur Reykjavik          | Vikingur Reykjavik       | Bandera de ?                                                     |                                                     |                          |
| 1954                     | ÍA Akranes               | KR Reykjavik             | Fram Reykjavik           | Bandera de ?                                                     |                                                     |                          |
| 1955                     | KR Reykjavik             | ÍA Akranes               | Valur Reykjavik          | Thordur Thordarsson                                              |                                                     | 7                        |
| 1956                     | Valur Reykjavik          | KR Reykjavik             | ÍA Akranes               | Thordur Thordarsson                                              |                                                     | 6                        |
| 1957                     | ÍA Akranes               | Fram Reykjavik           | Valur Reykjavik          | Thordur Thordarsson                                              |                                                     | 6                        |
| 1958                     | ÍA Akranes               | KR Reykjavik             | Valur Reykjavik          | Thordur Thordarsson                                              |                                                     | 10                       |
| 1959                     | KR Reykjavik             | ÍA Akranes               | Fram Reykjavik           | Thorolfur Beck                                                   |                                                     | 11                       |
| 1960                     | ÍA Akranes               | KR Reykjavik             | Fram Reykjavik           | Thorolfur Beck                                                   |                                                     | 15                       |
| 1961                     | KR Reykjavik             | ÍA Akranes               | Valur Reykjavik          | Thorolfur Beck                                                   |                                                     | 16                       |
| 1962                     | Fram Reykjavik           | Valur Reykjavik          | ÍA Akranes               | Ingvar Elisson                                                   |                                                     | 11                       |
| 1963                     | KR Reykjavik             | ÍA Akranes               | Valur Reykjavik          | Skuli Hakonarson                                                 |                                                     | 9                        |
| 1964                     | ÍBK Keflavík             | ÍA Akranes               | KR Reykjavik             | Eyleifur Hafsteinsson                                            |                                                     | 10                       |
| 1965                     | KR Reykjavik             | ÍA Akranes               | ÍBK Keflavík             | Baldvin Baldvinsson                                              |                                                     | 11                       |
| 1966                     | Valur Reykjavik          | ÍBK Keflavík             | ÍBA Akureyri             | Jon Johansson                                                    |                                                     | 10                       |
| 1967                     | Valur Reykjavik          | Fram Reykjavik           | ÍBA Akureyri             | Hermann Gunnarsson                                               |                                                     | 12                       |
| 1968                     | KR Reykjavik             | Fram Reykjavik           | Valur Reykjavik          | Kari Arnason Reynir Jonsson Olafur Larusson                      |                                                     | 8                        |
| 1969                     | ÍBK Keflavík             | ÍA Akranes               | KR Reykjavik             | Matthias Hallgrimsson                                            |                                                     | 9                        |
| 1970                     | ÍA Akranes               | Fram Reykjavik           | ÍBK Keflavík             | Hermann Gunnarsson                                               |                                                     | 14                       |
| 1971                     | ÍBK Keflavík             | ÍBV Vestmannæyjar        | Fram Reykjavik           | Steinar Johansson                                                |                                                     | 13                       |
| 1972                     | Fram Reykjavik           | ÍBV Vestmannæyjar        | ÍBK Keflavík             | Tomas Palsson                                                    |                                                     | 15                       |
| 1973                     | ÍBK Keflavík             | Valur Reykjavik          | ÍBV Vestmannæyjar        | Hermann Gunnarsson                                               |                                                     | 17                       |
| 1974                     | ÍA Akranes               | ÍBK Keflavík             | Valur Reykjavik          | Teitur Thodarson                                                 |                                                     | 9                        |
| 1975                     | ÍA Akranes               | Fram Reykjavik           | Valur Reykjavik          | Matthias Hallgrimsson                                            |                                                     | 10                       |
| 1976                     | Valur Reykjavik          | Fram Reykjavik           | ÍA Akranes               | Ingi Bjorn Albertsson                                            |                                                     | 16                       |
| 1977                     | ÍA Akranes               | Valur Reykjavik          | ÍBV Vestmannæyjar        | Petur Petursson                                                  |                                                     | 16                       |
| 1978                     | Valur Reykjavik          | ÍA Akranes               | ÍBK Keflavík             | Petur Petursson                                                  |                                                     | 19                       |
| 1979                     | ÍBV Vestmannæyjar        | ÍA Akranes               | Valur Reykjavik          | Sigurlas Thorleifsson                                            |                                                     | 10                       |
| 1980                     | Valur Reykjavik          | Fram Reykjavik           | ÍA Akranes               | Matthias Hallgrimsson                                            | KV Valur                                            | 15                       |
| 1981                     | Vikingur Reykjavik       | Fram Reykjavik           | ÍA Akranes               | Larus Gudmundsson Sigurlás Þorleifsson                           | Vikingur Reykjavik ÍBV Vestmannæyjar                | 12                       |
| 1982                     | Vikingur Reykjavik       | ÍBV Vestmannæyjar        | KR Reykjavik             | Heimir Karlsson Sigurlás Þorleifsson                             | Vikingur Reykjavik ÍBV Vestmannæyjar                | 10                       |
| 1983                     | ÍA Akranes               | KR Reykjavik             | Breiðablik Kópavogur     | Ingi Björn Albertsson                                            | Valur Reykjavik                                     | 14                       |
| 1984                     | ÍA Akranes               | Valur Reykjavik          | ÍBK Keflavík             | Guðmundur Steinsson                                              | Fram Reykjavik                                      | 10                       |
| 1985                     | Valur Reykjavik          | ÍA Akranes               | Þór Akureyri             | Ómar Torfason                                                    | Fram Reykjavik                                      | 13                       |
| 1986                     | Fram Reykjavik           | Valur Reykjavik          | ÍA Akranes               | Gudmundur Torfason                                               | Fram Reykjavik                                      | 19                       |
| 1987                     | Valur Reykjavik          | Fram Reykjavik           | ÍA Akranes               | Petur Ormslev                                                    | Fram Reykjavik                                      | 12                       |
| 1988                     | Fram Reykjavik           | Valur Reykjavik          | ÍA Akranes               | Sigurjón Kristjánsson                                            | Valur Reykjavik                                     | 13                       |
| 1989                     | KA Akureyri              | FH Hafnarfjörður         | Fram Reykjavik           | Hordur Magnusson                                                 | FH Hafnarfjörður                                    | 12                       |
| 1990                     | Fram Reykjavik           | KR Reykjavik             | ÍBV Vestmannæyjar        | Hordur Magnusson                                                 | FH Hafnarfjörður                                    | 13                       |
| 1991                     | Vikingur Reykjavik       | Fram Reykjavik           | KR Reykjavik             | Hordur Magnusson Guðmundur Steinsson                             | FH Hafnarfjörður Vikingur Reykjavik                 | 13                       |
| 1992                     | ÍA Akranes               | KR Reykjavik             | Þór Akureyri             | Arnar Gunnlaugsson                                               | ÍA Akranes                                          | 15                       |
| 1993                     | ÍA Akranes               | FH Hafnarfjörður         | ÍBK Keflavík             | Thordur Gudjonsson                                               | ÍA Akranes                                          | 19                       |
| 1994                     | ÍA Akranes               | FH Hafnarfjörður         | Keflavík ÍF              | Mihajlo Biberčić                                                 | ÍA Akranes                                          | 14                       |
| 1995                     | ÍA Akranes               | KR Reykjavik             | ÍBV Vestmannæyjar        | Arnar Gunnlaugsson                                               | ÍA Akranes                                          | 15                       |
| 1996                     | ÍA Akranes               | KR Reykjavik             | Leiftur Ólafsfjörður     | Ríkharður Daðason                                                | KR Reykjavik                                        | 14                       |
| 1997                     | ÍBV Vestmannæyjar        | ÍA Akranes               | Leiftur Ólafsfjörður     | Tryggvi Guðmundsson                                              | ÍBV Vestmannæyjar                                   | 19                       |
| 1998                     | ÍBV Vestmannæyjar        | KR Reykjavik             | ÍA Akranes               | Steingrímur Jóhannesson                                          | ÍBV Vestmannæyjar                                   | 16                       |
| 1999                     | KR Reykjavik             | ÍBV Vestmannæyjar        | Leiftur Ólafsfjörður     | Steingrímur Jóhannesson                                          | ÍBV Vestmannæyjar                                   | 12                       |
| 2000                     | KR Reykjavik             | Fylkir Reykjavik         | UMF Grindavík            | Andri Sigþórsson Guðmundur Steinarsson                           | KR Reykjavik Keflavík ÍF                            | 14                       |
| 2001                     | ÍA Akranes               | ÍBV Vestmannæyjar        | FH Hafnarfjörður         | Hjörtur Hjartarson                                               | ÍA Akranes                                          | 15                       |
| 2002                     | KR Reykjavik             | Fylkir Reykjavik         | UMF Grindavík            | Grétar Hjartarson                                                | UMF Grindavík                                       | 13                       |
| 2003                     | KR Reykjavik             | FH Hafnarfjörður         | ÍA Akranes               | Björgólfur Takefusa                                              | Þróttur Reykjavík                                   | 10                       |
| 2004                     | FH Hafnarfjörður         | ÍBV Vestmannæyjar        | ÍA Akranes               | Gunnar Heidar Thorvaldsson                                       | ÍBV Vestmannæyjar                                   | 12                       |
| 2005                     | FH Hafnarfjörður         | Valur Reykjavik          | ÍA Akranes               | Tryggvi Guðmundsson                                              | FH Hafnarfjordur                                    | 16                       |
| 2006                     | FH Hafnarfjörður         | KR Reykjavik             | Valur Reykjavik          | Marel Jóhann Baldvinsson                                         | Breiðablik Kópavogur                                | 11                       |
| 2007                     | Valur Reykjavik          | FH Hafnarfjörður         | ÍA Akranes               | Jónas Grani Garðarsson                                           | Fram Reykjavik                                      | 13                       |
| 2008                     | FH Hafnarfjörður         | Keflavík ÍF              | Fram Reykjavik           | Guðmundur Steinarsson                                            | Keflavík ÍF                                         | 16                       |
| 2009                     | FH Hafnarfjörður         | KR Reykjavik             | Fylkir Reykjavik         | Björgólfur Takefusa                                              | KR Reykjavik                                        | 16                       |
| 2010                     | Breiðablik Kópavogur     | FH Hafnarfjörður         | ÍBV Vestmannæyjar        | Alfreð Finnbogason Atli Viðar Björnsson Gilles Daniel Mbang Ondo | Breiðablik Kópavogur FH Hafnarfjörður UMF Grindavík | 14                       |
| 2011                     | KR Reykjavik             | FH Hafnarfjörður         | ÍBV Vestmannæyjar        | Garðar Jóhannsson                                                | Stjarnan Garðabær                                   | 15                       |
| 2012                     | FH Hafnarfjörður         | Breiðablik Kópavogur     | ÍBV Vestmannæyjar        | Atli Guðnason                                                    | FH Hafnarfjörður                                    | 12                       |
| 2013                     | KR Reykjavík             | FH Hafnarfjörður         | Stjarnan Garðabær        | Gary John Martin Atli Viðar Björnsson Viðar Örn Kjartansson      | KR Reykjavík FH Hafnarfjörður Fylkir Reykjavik      | 13                       |
| 2014                     | Stjarnan Garðabær        | FH Hafnarfjörður         | KR Reykjavík             | Gary John Martin                                                 | KR Reykjavík                                        | 13                       |
| 2015                     | FH Hafnarfjörður         | Breiðablik Kópavogur     | KR Reykjavík             | Patrick Pedersen                                                 | Valur Reykjavík                                     | 13                       |
| 2016                     | FH Hafnarfjörður         | Stjarnan Garðabær        | KR Reykjavík             | Garðar Gunnlaugsson                                              | IA Akranes                                          | 14                       |
| 2017                     | Valur Reykjavík          | Stjarnan Garðabær        | FH Hafnarfjörður         | Andri Rúnar Bjarnason                                            | UMF Grindavík                                       | 19                       |
| 2018                     | Valur Reykjavík          | Breiðablik Kópavogur     | Stjarnan Garðabær        | Patrick Pedersen                                                 | Valur Reykjavík                                     | 17                       |
| 2019                     | KR Reykjavík             | Breiðablik Kópavogur     | FH Hafnarfjörður         | Gary John Martin                                                 | Valur Reykjavík ÍBV Vestmannæyjar                   | 14                       |
| 2020                     | Valur Reykjavík          | FH Hafnarfjörður         | Stjarnan Garðabær        | Steven Lennon                                                    | FH Hafnarfjörður                                    | 17                       |
| 2021                     | Vikingur Reykjavik       | Breiðablik Kópavogur     | KR Reykjavík             | Nikolaj Hansen                                                   | Vikingur Reykjavik                                  | 16                       |
| 2022                     | Breiðablik Kópavogur     | KA Akureyri              | Vikingur Reykjavik       | Nökkvi Þeyr Þórisson Guðmundur Magnússon                         | KA Akureyri Fram Reykjavík                          | 17                       |
| 2023                     | Vikingur Reykjavik       | Valur Reykjavík          | Stjarnan Garðabær        | Emil Atlason                                                     | Stjarnan Garðabær                                   | 17                       |
| 2024                     | Breiðablik Kópavogur     | Vikingur Reykjavik       | Valur Reykjavík          | Benoný Andrésson                                                 | KR Reykjavík                                        | 21                       |

## Palmarés
| Club               | Títulos | Subcampeonatos | Años de los campeonatos |
| ------------------ | ------- | -------------- | --- |
| KR Reykjavík       | 27      | 27             | 1912, 1919, 1926, 1927, 1928, 1929, 1931, 1932, 1934, 1941, 1948, 1949, 1950, 1952, 1955, 1959, 1961, 1963, 1965, 1968, 1999, 2000, 2002, 2003, 2011, 2013, 2019 |
| Valur Reykjavík    | 23      | 18             | 1930, 1933, 1935, 1936, 1937, 1938, 1940, 1942, 1943, 1944, 1945, 1956, 1966, 1967, 1976, 1978, 1980, 1985, 1987, 2007, 2017, 2018, 2020                         |
| Fram Reykjavík     | 18      | 17             | 1913, 1914, 1915, 1916, 1917, 1918, 1921, 1922, 1923, 1925, 1939, 1946, 1947, 1962, 1972, 1986, 1988, 1990                                                       |
| ÍA Akranes         | 18      | 12             | 1951, 1953, 1954, 1957, 1958, 1960, 1970, 1974, 1975, 1977, 1983, 1984, 1992, 1993, 1994, 1995, 1996, 2001                                                       |
| FH Hafnarfjörður   | 8       | 10             | 2004, 2005, 2006, 2008, 2009, 2012, 2015, 2016 |
| Víkingur Reykjavík | 7       | 8              | 1920, 1924, 1981, 1982, 1991, 2021, 2023 |
| Keflavík ÍF        | 4       | 3              | 1964, 1969, 1971, 1973 |
| ÍBV Vestmannæyjar  | 3       | 6              | 1979, 1997, 1998 |
| Breiðablik UBK     | 3       | 5              | 2010, 2022, 2024 |
| Stjarnan Garðabær  | 1       | 2              | 2014 |
| KA Akureyri        | 1       | 1              | 1989 |
| Fylkir Reykjavik   | -       | 2              | |

## Participación histórica
Los equipos en Negrita son los participantes de la temporada 2025.
| Club                | Ciudad                                      | Primera temporada en la Úrvalsdeild | Última Temporada en la Úrvalsdeild | Temporadas en la Úrvalsdeild | Mejor resultado | Títulos | Primer título | Último título |
| ------------------- | ------------------------------------------- | ----------------------------------- | ---------------------------------- | ---------------------------- | --------------- | ------- | ------------- | ------------- |
| Breiðablik          | Kópavogur                                   | 1971                                | 2025                               | 42                           | 1°              | 1       | 2010          | 2024          |
| FH 2                | Hafnarfjörður                               | 1975                                | 2025                               | 41                           | 1°              | 8       | 2004          | 2016          |
| Fjölnir             | Reykjavík (Grafarvogur)                     | 2008                                | 2020                               | 8                            | 4°              | 0       | -             | -             |
| Fram                | Reykjavík (Grafarholt)                      | 1912                                | 2025                               | 108                          | 1°              | 18      | 1913          | 1990          |
| Fylkir              | Reykjavík (Árbær)                           | 1989                                | 2024                               | 27                           | 2°              | 0       | -             | -             |
| UMF Grindavík       | Grindavík                                   | 1995                                | 2019                               | 20                           | 3°              | 0       | -             | -             |
| Grótta              | Seltjarnarnes                               | 2020                                | 2020                               | 1                            | 11°             | 0       | -             | -             |
| KR Haukar 2         | Hafnarfjörður                               | 1979                                | 2010                               | 2                            | 10°             | 0       | -             | -             |
| HK                  | Kópavogur                                   | 2007                                | 2024                               | 8                            | 9°              | 0       | -             | -             |
| ÍA Akranes          | Akranes                                     | 1946                                | 2025                               | 74                           | 1°              | 18      | 1951          | 2001          |
| ÍBA1                | Akureyri                                    | 1929                                | 1974                               | 20                           | 3°              | 0       | -             | -             |
| ÍBH Hafnarfjörður 2 | Hafnarfjörður                               | 1957                                | 1961                               | 3                            | 4°              | 0       | -             | -             |
| ÍBÍ 3               | Ísafjörður                                  | 1962                                | 1983                               | 3                            | 6°              | 0       | -             | -             |
| ÍBV Vestmannaeyjar  | Vestmannaeyjar                              | 1912                                | 2025                               | 56                           | 1°              | 3       | 1979          | 1998          |
| ÍR                  | Reykjavík (Breiðholt)                       | 1998                                | 1998                               | 1                            | 10°             | 0       | -             | -             |
| KA Akureyri 1       | Akureyri                                    | 1978                                | 2025                               | 25                           | 1°              | 1       | 1989          | 1989          |
| Keflavík ÍF         | Reykjanesbær (Keflavík)                     | 1958                                | 2022                               | 54                           | 1°              | 4       | 1964          | 1973          |
| KR Reykjavík        | Reykjavík (Vesturbær)                       | 1912                                | 2025                               | 112                          | 1°              | 27      | 1912          | 2019          |
| Leiftur 4           | Ólafsfjörður                                | 1988                                | 2000                               | 7                            | 3°              | 0       | -             | -             |
| Leiknir             | Reykjavík (Breiðholt)                       | 2015                                | 2022                               | 3                            | 8°              | 0       | -             | -             |
| UMF Selfoss         | Selfoss                                     | 2010                                | 2012                               | 2                            | 11°             | 0       | -             | -             |
| UMF Skallagrímur    | Borgarnes                                   | 1997                                | 1997                               | 1                            | 9°              | 0       | -             | -             |
| Stjarnan            | Garðabær                                    | 1990                                | 2025                               | 25                           | 1°              | 1       | 2014          | 2014          |
| Valur               | Reykjavík (Hlíðar/Miðborg)                  | 1912                                | 2025                               | 113                          | 1°              | 23      | 1930          | 2020          |
| Víðir               | Garður                                      | 1985                                | 1991                               | 4                            | 7°              | 0       | -             | -             |
| Víkingur            | Ólafsvík                                    | 2013                                | 2017                               | 3                            | 10°             | 0       | -             | -             |
| Víkingur            | Reykjavík (Fossvogur, Háaleiti og Bústaðir) | 1918                                | 2025                               | 76                           | 1°              | 7       | 1920          | 2023          |
| Völsungur           | Húsavík                                     | 1987                                | 1988                               | 2                            | 8°              | 0       | -             | -             |
| Þór 1               | Akureyri                                    | 1977                                | 2014                               | 17                           | 3°              | 0       | -             | -             |
| Þróttur             | Reykjavík (Laugardalur)                     | 1953                                | 2016                               | 19                           | 5°              | 0       | -             | -             |

1 ÍBA era la "Sports Association of Akureyri", compuesta por KA y Þór. Desaparecío después de finalizada la temporada de 1974 con el KA y el Þór como equipos independientes en la temporada de 1975.

2 ÍBH era la "Sports Association of Hafnarfjörður", compuesto poe el FH y el Haukar. Desaparecío al finalizar la temporada de 1963 y el FH y Haukar pasaron a ser equipos independientes a partir de 1964.

3 ÍBÍ entró en problemas financieros y desaparecío al finalizar la temporada de 1987. La mayor parte de su plantilla pasó a jugar en el BÍ quien pasó a ser el equipo principal de Ísafjörður. BÍ ahora es el Vestri.

4 Leiftur entró en problemas financieros y finalmente se fusionó con el KS de Siglufjörður antes de la temporada 2006 season. los equipos desaparecidos antes de la temporada 2010 en favor para formar nuevos equipos en ambas ciudades, el nuevo equipo pasó a ser el KF.